# Chondria (insecte)
Genre
Chondria est un genre de coléoptères de la famille des Endomychidae et de la sous-famille des Stenotarsinae. Ce sont des coléoptères associés aux champignons.

## Espèces
- Chondria affinis Arrow, 1943
- Chondria agilis Arrow, 1943
- Chondria apicalis Arrow, 1923
- Chondria araneola Arrow, 1925
- Chondria armipes Strohecker, 1978
- Chondria auritarsis Strohecker, 1978
- Chondria brevior Strohecker, 1978
- Chondria buruana Arrow, 1926
- Chondria cardiaca Strohecker, 1955
- Chondria elegans Strohecker, 1979